# Manfred Siebald
Manfred Siebald (născut: 26 octombrie 1948 la Alheim,  Baumbach) este  cântăreț german și profesor de Americanistică la Mainz.
Siebald este cunoscut drept cel mai bun cântăreț creștin care scrie și vorbește despre muzica de cult creștin contemporan. O mare parte din opera sa este inclusă în cărți de cântare  creștină și este cântată la diferite ocazii. 

## Carieră artistică și muzicală
Când a fost copil Manfred Siebald a învățat să cânte la câteva instrumente muzicale inclusiv vioara, violoncel și pian. In timpul studentiei, la Marburg, a făcut și clase de armonizați și voce. Chiar în 1970 el a fost dirijor de cor de Jugend-für-Christus și membru de Christussänger. In același timp a produs primul lui single – Meinst du wirklich, es genügt? În 1972 a produs primul lui album – Da steh ich nun.
Siebald a devenit cunoscut internațional prin performanțe lui la Eurofest ’75 – un conferențiar și evanghelizare internațională organizat de Billy Graham în Bruxelles, Belgia. Pentru stilul său muzical, este frecvent comparat cu Reinhard Mey (en de). Și pentru influențul lui deasupra muzică creștin in țara lui, câteva ori cu Graham Kendrick (en).
Manfred Siebald a devenit unul din cel mai cunoscut cantautori creștini germani, și este un influenți mare pentru alți cantautori și artiști creștini.

## Carieră academică
După bacalaureat la Kassel (1967), Siebald studiat literatura engleză și germană la Universitet Philipps la Marburg. Când a terminat să studieze să fie advocat de primal nivel și al-doilea examinație de stat, a început carieră academică la Universitet Johannes Gutenberg la Mainz. Teză lui a fost despre Auflehnung im Werk Herman Melvilles - Rebeliunea este o tema prin toate cârți lui Herman Melville. 
(din EN:) În 1967 a absolvit Siebald de la școală secundară din Kassel. În timp ce în turneu în America cu Tineretul german pentru Hristos Corul, a studiat la Colegiul Manchester, Manchester de Nord, Indiana, în 1969. El a citit apoi Filologie germană și engleză la Universitatea Philipps din Marburg. El a instruit pentru a fi un profesor de gimnaziu de engleză și germană a lua primul său examen de stat în diplomă în 1972. După căsătorie, în 1973 el a întrerupt studiile sale timp de trei ani, de completare sa de formare a profesorilor prin luarea de al doilea examen de stat în 1976. În anul 1977 el a făcut un doctorat în studii americane la Universitatea Johannes Gutenberg din Mainz. Lui disertație tratate cu tema Auflehnung im Werk Herman Melvilles - Rebeliunea în romanele lui Herman Melville. În 1983 a fost numit asistent universitar (titular) pentru Studii Americane de la Universitatea Johannes Gutenberg și a continuat activitatea sa accademic după finalizarea titlul de doctor. El a întrerupt activitatea sa la Mainz prin luarea de concedii la Wheaton College (Illinois) (Clyde S. Kilby profesor în 1992) și Guest profesor la Universitatea de Stat din Georgia, Atlanta, Georgia (1996 și 1997). În primul an (1996) Siebald produse monografia Der verlorene Sohn in der amerikanischen Literatur - Fiul risipitor, în literatura americana care a fost publicat în 2003. El a fost facut profesor asociat în Studii Americane din Mainz în 2002 și a rămas acolo până în prezent
(din DE:) După absolvirea Liceului în Kassel (1967) a studiat la Universitatea din Philipps Marburg engleză și Germanistik. La încheierea o educatie stagiarului și de cel de-al doilea examen de Stat 1977, el o inceput cariera la Academica la Universitatea Johannes Gutenberg la Mainz. Lui disertație confruntat cu o problema de rebeliunea în opera lui Herman Melville. El a rămas, Chiar și după ce într-un activități promoționale Mainz, reabilitarea acolo (1996) pe tema de Fiul risipitor american în Literatura și este în același loc în anul 2002, un profesor de invatamant si in cercetare de Studii Americane. Printre activitățile vânzare au fost întrerupte în Mainz oaspete lector de la Wheaton College (1992) și la Universitatea de Stat din Georgia, Atlanta (1996 și 1997).

## Alte activități
Manfred Siebald este custode/îngrijitor de Institut de Credința și Știința lui Studentenmission in Deutschland (Mision Către Studenților în Germania).  În anul 1979 el început Echipa Artistic Creștin DAS RAD (Roata) împreună cu ~~.
Este căsătorit cu doctorița Christine Stossberg, împreuna cu care are un fiu, Benjamin, născut în 1984.

## Muzica

### Cele mai cunoscute cântări
- „Ins Wasser fällt ein Stein“ – „Piatra căzut în iazul”
Text original (“It only takes a spark”) și muzică: Kurt Kaiser
(Cel mai cunoscut cântec lui Manfred Siebald; și găsit în  Evangelisches Gesangbuch.)

- „Es geht ohne Gott in die Dunkelheit“
- „Geh unter der Gnade“ (Binecuvântare)
- „Jesus, zu dir kann ich so kommen wie ich bin“
(muzic: Johannes Nitsch)
(Acest cântare a fost cântat pe fiecare seară de evanghelizare ProChrist)
- „Gut, dass wir einander haben“ – „E bun că n-avem cel alalt / și noi”
(despre avantaj uri de comunitate creștin)
- „Friede sei mit dir“ – „Să-ți ai pace pe tine” (Binecuvântare)
- „Du bist mein Rabe“ – „Ești corbul meu” (Cântare de dragostea)
- „Über Nacht“ – „Peste noapte”
(despre Mauerfall și reunificarea Germaniei 1989/90)
- „Mit federleichter Hand“ (Cântare de dragostea)
- „Wenn der Mund stumm ist“ – „Dacă nu pot să vorbesc”
(despre 11 septembrie 2001)
- „Was hat wohl der Esel gedacht“ – „Ce a gândit măgarul” (Colinda)
- „Die Weihnachtsfreude“ – „Bucurie crăciunului”
(O colinda foarte cunoscut, folosit la desen animate Die Stadt, die Weihnachten vergaß (Orașul ca uitat despre crăciun).)

### Discografie

#### Single
- 1970: Meinst du wirklich, es genügt?
E adevărat că ăsta este suficient?

#### Albumuri
- 1972: Da steh ich nun
Aici rămân
- 1974: Ich gehe weiter
Merg mai departe
- 1976: Das ungedüngte Feld
Sunt câmp ecologic
vezi: discuție
- 1978: Zeitpunkte
Timpuri specific
- 1983: Überall hat Gott seine Leute („Manfred Siebald și prieteni“)
Dumnezeu are oameni lui oriunde
Titlul este de la traducere lui Siebald de la cântare lui Andrae Crouch (en) Through it all — Să durez toți
- 1985: Kreuzschnabel
Forfecuță
- 1986: Alles auf seine Weise - Liebeslieder
Toți are calea lui – cânte de dragoste

#### Compact Disc-uri
- 1987: Gib mir die richtigen Worte (Sampler)
Domnul, dăm și mir cuvinte că sunt înțelept chiar simplu
vezi: discuție
- 1988: Spuren
Șpuri
- 1991: Von Wegen
De loc
- Amasement
(Instrumentaluri aranjat de Tom Keene (en))
- 1993: Du bist mein Rabe - Lieder von der Liebe
Ești corbul meu – Cântare de dragostea
- 1994: Worte wie Brot - Lieder für den Gottesdienst („Manfred Siebald și prieteni”)
Cuvinte ca și pâine – Cântare de adunare
- 1996: Lass uns Freunde sein (Cântari pentru copiii) („Manfred Siebald și copii”)
Hai să fim prieteni
- 1998: Nicht vergessen
Nu uitat
- 2000: Weltbewegende Winzigkeiten
Aia mici că face lumea să funcționez
- 2000: Was die Engel uns sagen („Manfred Siebald și prieteni”) - Cântari lui crăciun
Ce spun îngeri la noi
- 2001: Vielleicht kommst du mit
Poate vin și tu
- 2004: Morgenmantelmorgen
Dumineața în halat
- 2005: Singen Sie bald mit? (Sampler) Cântari lui Manfred Siebald pentru biserica
Cânți și dumneavoastră?
- 2006: Ich lass dich nicht fallen
Nu să-ți las să caz
- Primul 4 LP-uri era produs din nou ca și cutie de 4 CD-uri

## Scris
Pentru listă de mai multe publicație vezi:  Arhivat în 30 iunie 2007, la Wayback Machine.

### Cărți de poezie
- Ist schon alles gesagt (1976) Colecție de poezie Este toți spus deja?
- Worauf noch warten (1980) Colecție de poezie De ce să așteptăm
- Kreuzschnabel (1983) Colecție de poezie Forfecuță (cu desen de Andreas Felger (de))
- Wir brauchen Mut (1992) Colecție de poezie Nevoim curaj
- Lehn dich zurück (1992) Colecție de poezie Întinde-te
- Von den Augen abgelesen (1993) Carte de poezie Citești ochii
- Du bist mein Rabe (1993) Carte de poezie Ești corbul meu (împreună cu Christine Siebald)

### Alte cărți
- Auflehnung im Werk Herman Melvilles — Răzvrătire în Romane al lui Herman Melville (1979) (disertație)
- Eine Handvoll schöner Gedanken Colecție de aforisme - O mână de gânduri frumoase (1985)
- Das Leben ist eine Boulebahn - Viața este o pistă de bowling (2003)
ISBN 3-417-24724-1
- Der verlorene Sohn in der amerikanischen Literatur - Fiul risipitor din literatura americană (2003)
ISBN 3-8253-1302-6 (monografie)
- Die ganze Weite: Ein Amerika-Lesebuch. - Imaginii de ansamblu: un grund american (2004)
ISBN 3-87630-525-X
- Gib mir den richtigen Ton. Lauter Liedergeschichten – Dă-m sunet potrovit. Istorie de căntari cunoscut (2006)
ISBN 3-7751-4355-6
- Dorothy L. Sayers: Leben - Werk - Gedanken. - Viața, lucrările și gândurile sale (2007)
ISBN 978-3-937896-51-9
- Pitti lächelt und andere Geschichten - A zâmbit Pitti și alte povestiri (2008)
ISBN 978-3-7655-1982-6

### Alte contribuții literale
- Amerikanisierung des Dramas und Dramatisierung Amerikas - Americanizație de Drama și Dramatizație de America (1985)
Studii în căsătorie de Hans Helmcke, cu contribuții de Horst Immel și Manfred Siebald.
- "Salt of the Earth." articol în A Dictionary of Biblical Tradition in English Literature. David Lyle Jeffrey, editor general. Grand Rapids, Michigan: W.B. Eerdmans, 1992.
ISBN 0-8028-3634-8.